# Эфиопская католическая церковь
Эфиопская католическая церковь (лат. Ecclesia Catholica Aetiopica; амх. የኢትዮጵያ ካቶሊክ ቤተ ክርስቲያን) — одна из восточнокатолических церквей, придерживающихся эфиопского обряда, восходящего к Александрийской литургической традиции. Возникла в результате заключения унии с Римом части Эфиопской православной церкви. Приверженцы проживают, главным образом в Эфиопии.

## История
Католические миссионеры проповедовали в Эфиопии с XIV века. В 1439 году папа Евгений IV обращался к императору Эфиопии с призывом заключить унию, однако предложение было отвергнуто. Укрепление военно-политических связей между Эфиопией и Европой произошло в XVI веке, когда христианская Эфиопия с трудом сдерживала экспансию Османской империи. Португальская военная помощь помогла Эфиопии в 1543 году разбить османскую армию.
В XVII веке активизировались попытки заключения унии, главную роль при этом играли прибывшие в Эфиопию иезуиты. Попытки увенчались успехом в 1622 году, когда император Сисиний заключил с Римом договор, согласно которому Эфиопская православная церковь входила в литургическое общение с Римом, становясь, таким образом, одной из восточнокатолических церквей. Папа Григорий XV назначил для церкви патриарха — португальца Альфонсо Мендеша.
Выбор оказался крайне неудачным. Мендеш прибыл в Эфиопию в 1626 году. Он пытался латинизировать литургию и церковный устав, а император насильственно вводил новые порядки, недовольство народа подавлялось силой. После гибели Сисиния в 1632 году его преемник Василий расторгнул унию, часть миссионеров казнил и изгнал католиков из страны.
Следующая попытка установить связи между латинской и эфиопской церквями была предпринята лишь в 1839 году, когда в стране начали работать миссии лазаристов и капуцинов, в 1846 году был организован апостольский викариат. Первым апостольским викарием Эфиопии стал святой Юстин де Якобис, лазарист, который сумел отчасти переломить враждебное отношение местного населения к католикам своей благотворительной деятельностью и твёрдой поддержкой эфиопского обряда. Центр католической проповеди сложился в Алитене. Окончательное разрешение на свободную деятельность католиков в стране было получено лишь в 1889 году. В этот же период под контроль итальянцев перешла Эритрея, где резко активизировалась католическая миссия, в результате чего число католиков эфиопского обряда выросло.
После окончания второй мировой войны Эритрея была присоединена к Эфиопии. В 1961 году были учреждены постоянные структуры Эфиопской католической церкви. Была создана митрополия в Аддис-Абебе и суффраганные епархии в Асмэре и Адди-Грате. В 1993 году Эритрея вновь стала независимой, после чего были учреждены ещё две епархии в этой стране. В 2015 году четыре епархии, располагающиеся на территории Эритреи, были выделены в отдельную митрополию, образовав, таким образом, новую Эритрейскую церковь.

## Структура
Эфиопская католическая церковь имеет статус митрополии. Резиденция архиепископа-митрополита располагается в Аддис-Абебе. Суффраганными по отношению к митрополии являются епархии Адди-Грата, Бахр-Дара и Эмдибира. Кафедральный собор митрополии — собор Рождества Пресвятой Девы Марии в Аддис-Абебе. С 1991 года церковь возглавляет архиепископ-митрополит кардинал Бырханэйэсус Дэмрэв Сурафел, принадлежащий к ордену лазаристов.
Согласно данным Annuario Pontificio за 2014 год число приверженцев церкви составляло 206 067 человек. Церковь насчитывает 8 епископов, 238 приходов, 721 священника, около 2 400 монашествующих
Литургия ведётся, как и в Эфиопской православной церкви, на языке геэз.